# Place Louise-de-Bettignies
La place Louise-de-Bettignies est une place de Lille, dans le Nord, en France.

## Situation et accès

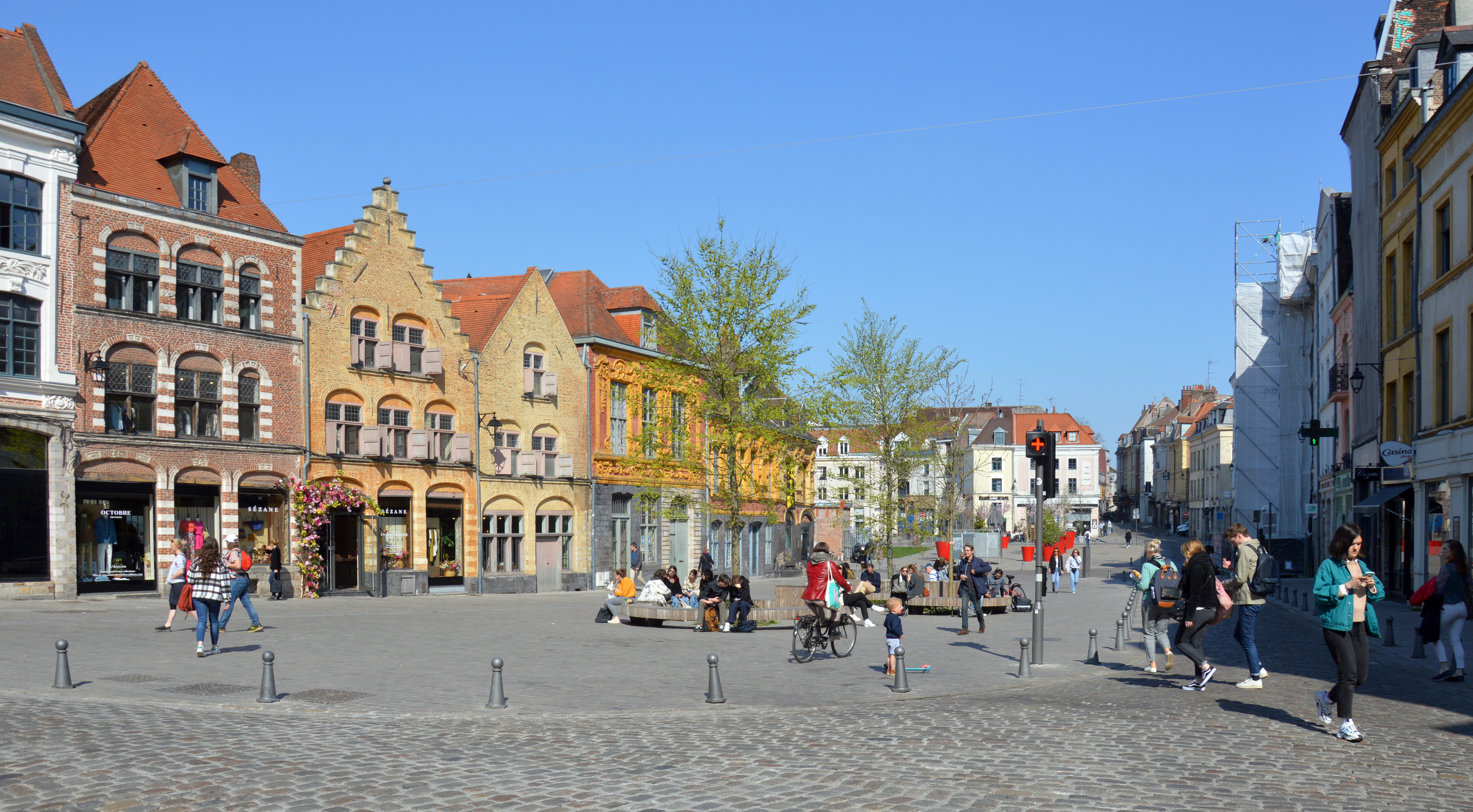
Place Louise-de-Bettignies après réfection, vue depuis la rue de la Monnaie.

Il s'agit de l'une des places du quartier du Vieux-Lille.
La place Louise-de-Bettignies est desservie par la rue des Chats-Bossus, la rue de la Monnaie, l'avenue du Peuple-Belge et la rue de Gand.

## Origine du nom
Cette place honore Louise de Bettignies (1880-1918), agent secret français qui espionna, sous le pseudonyme d’Alice Dubois, pour le compte de l’armée britannique durant la Première Guerre mondiale.

## Historique
La place Louise-de-Bettignies occupe, dans sa partie nord face aux rues de la Rapine et d'Ostende et à l'avenue du Peuple belge, l'espace de l'esplanade du château de Courtrai démoli au début du XVIe siècle  lors de la démolition des murailles de cet édifice et prend le nom de place du Château. 
Sa partie sud jouxtant la rue de la Monnaie et la place du Lion d'Or, plus ancienne, était à l'extrémité sud-ouest de la voie mentionnée dans la Charte de fondation de la Collégiale Saint-Pierre de 1066. Cette partie à l'entrée de la porte de Courtrai disparue au début XVIe siècle lors du démantèlement de ce château était la place Saint-Martin ». À la fin du XIXe siècle les deux places ont été confondues sous le nom de Saint-Martin renommée « place Louise de Bettignies » en 1934.
Le moulin du château qui existait en 1291 était situé sur cette place au débouché du canal du Moulin du château sur la Basse Deûle. Ce moulin détruit par un incendie en 1856 est remplacé en 1857 par la halle du marché Saint-Martin de 45 mètres de long sur 30 de large. Ce bâtiment est détruit dans les années 1930 laissant la vue libre sur l'avenue du peuple belge, bassin de la Basse Deûle comblé à la même époque.

## Bâtiments remarquables et lieux de mémoire

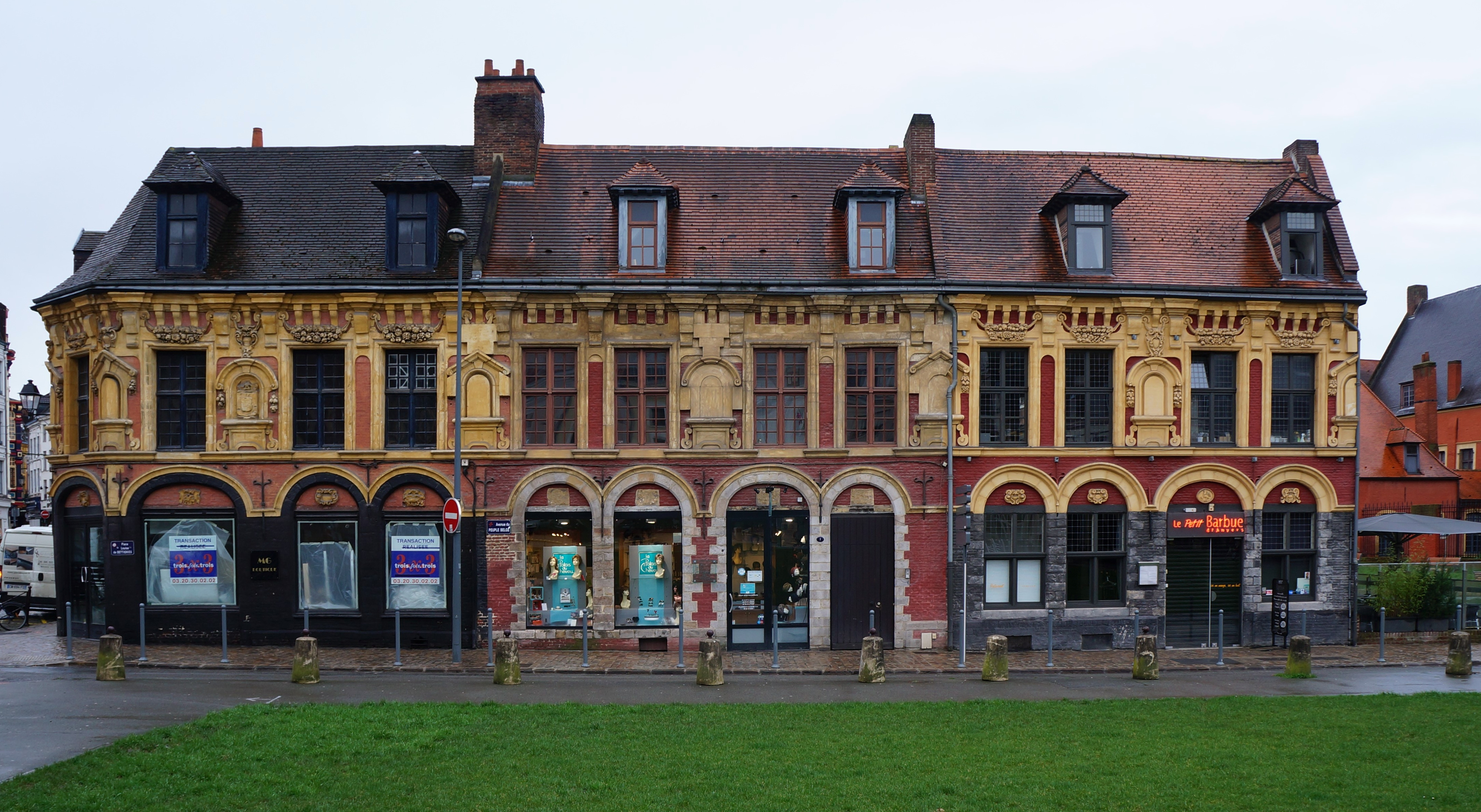
Maison de Gilles de la Boë.

- La maison de Gilles de la Boë, figure parmi les plus anciens bâtiments situés sur la place se trouve. Le bâtiment est de style maniériste[3]. Au croisement de deux routes, la maison se situe aux nos 1 et 3 avenue du Peuple-Belge et au nos 27 et 29. La maison entière est classée au titre des monuments historiques depuis 1993[4].

.

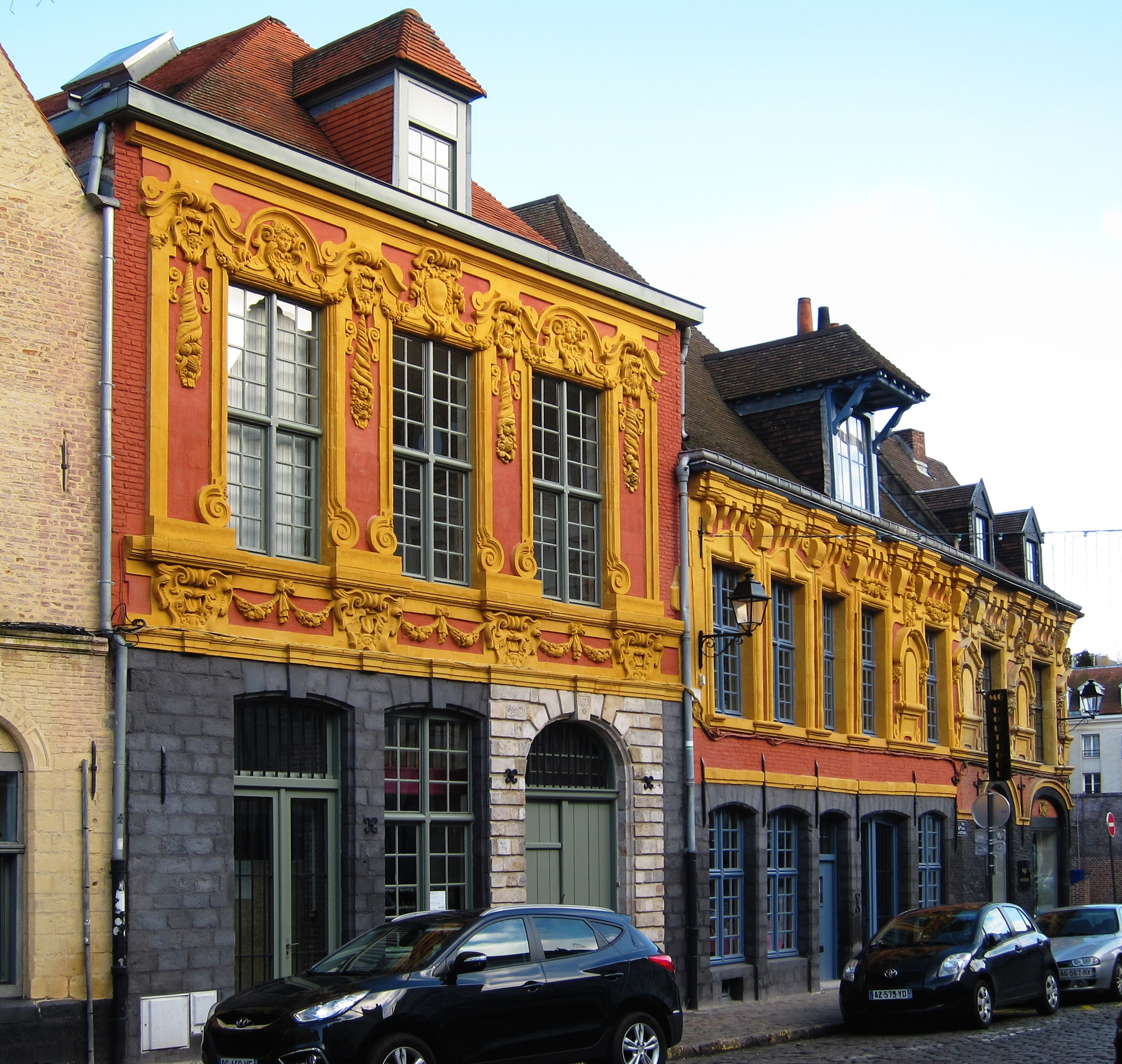
25, 27 Louise-de-Bettignies

- La maison au 13 place Louise de Bettignies[5]
- Les maisons aux 25 et 27 place Louise de Bettignies[6]